# Sergio Pitol
Sergio Pitol Demeneghi (Puebla, 18 de março de 1933 - Xalapa, 12 de abril de 2018) foi um novelista, tradutor, professor e diplomata mexicano.
Recebeu, em 2005, o Prémio Cervantes, o mais prestigiado prémio literário do mundo hispanófono.

## Biografia
Nascido em 1933 em Puebla e criado na cidade de Córdoba, Veracruz, Pitol foi sempre um ávido leitor e os seus primeiros trabalhos colocaram-no lado a lado com outros escritores contemporâneos como Salvador Elizondo, Inés Arredondo ou Juan García Ponce.
Tornou-se parte do Corpo Diplomático nos anos 1960, tendo sido enviado para a China maoísta, como parte de uma tentativa de restabelecer relações. Permaneceu oito meses, mesmo antes da Revolução Cultural.
Morreu aos 85 anos, em 12 de abril de 2018, na cidade de Xalapa, no México.

## Principais obras publicadas
- Vals de Mefisto
- El tañido de una flauta
- Juegos florales
- El desfile del amor
- Domar a la divina garza
- La vida conyugal

## Prêmios
- Prêmio Xavier Villaurrutia, para o melhor livro de contos publicado no México em 1982
- Prémio Herralde por El desfile del amor (1984)
- Prêmio Juan Rulfo, por toda a sua obra em 1999
- Prêmio Miguel de Cervantes, 2005